# 躺車
躺車（英語：Velomobile、Bicycle car）又稱全覆式自行車，是一種裝有外殼的自行車，外殼則有空氣動力學好處或遮風擋雨的功能。由人提供動力來源，所以屬於人力交通工具（Human-powered Vehicle, HPV）的一種。
類似的交通工具，若不是由人提供動力來源則稱為「迷你車」（Microcar）。